# Élections législatives de 1993 dans l'Allier
Les élections législatives françaises de 1993 se déroulent les 21 et 28 mars 1993. Dans le département de l'Allier, quatre députés sont à élire dans le cadre de quatre circonscriptions.

## Élus
| Circonscription | Député sortant     | Parti        | Parti        | Député élu ou réélu   | Parti | Parti    |
| --------------- | ------------------ | ------------ | ------------ | --------------------- | ----- | -------- |
| 1re             | François Colcombet |              | PS           | Pierre-André Périssol |       | RPR      |
| 2e              | Pierre Goldberg    |              | PCF          | Jean Gravier          |       | UDF (AD) |
| 3e              | André Lajoinie     |              | PCF          | Bernard Coulon        |       | UDF (PR) |
| 4e              | Siège vacant       | Siège vacant | Siège vacant | Claude Malhuret       |       | UDF (PR) |

## Positionnement des partis
Les candidats d'alliance RPR-UDF et divers droite se présentent sous la bannière de l'Union pour la France et ceux du Parti socialiste derrière l'Alliance des Français pour le Progrès. Par ailleurs, Les Verts et Génération écologie s'unissent sous l'étiquette Entente des écologistes.

## Résultats

### Résultats à l'échelle du département
| Parti          | Parti                                 | Premier tour | Premier tour | Second tour | Second tour | Sièges |
| Parti          | Parti                                 | Voix         | %            | Voix        | %           | Sièges |
| -------------- | ------------------------------------- | ------------ | ------------ | ----------- | ----------- | ------ |
|                | Union pour la démocratie française    | 55 306       | 31,86        | 74 997      | 41,50       | 3      |
|                | Rassemblement pour la République      | 10 882       | 6,27         | 20 190      | 11,17       | 1      |
|                | Divers droite                         | 4 671        | 2,69         |             |             | 0      |
|                | Union pour la France                  | 70 859       | 40,82        | 95 187      | 52,68       | 4      |
|                |                                       |              |              |             |             |        |
|                | Parti socialiste                      | 20 825       | 12,00        | 19 602      | 10,85       | 0      |
|                | Mouvement des radicaux de gauche      | 7 108        | 4,09         | 17 625      | 9,75        | 0      |
|                | Alliance des Français pour le progrès | 27 933       | 16,09        | 37 227      | 20,60       | 0      |
|                |                                       |              |              |             |             |        |
|                | Les Verts                             | 5 063        | 2,92         |             |             | 0      |
|                | Génération écologie                   | 3 645        | 2,10         | 0           |             |        |
|                | Entente des écologistes               | 8 708        | 5,02         |             |             | 0      |
|                |                                       |              |              |             |             |        |
|                | Parti communiste français             | 42 849       | 24,69        | 48 291      | 26,72       | 0      |
|                | Front national                        | 15 569       | 8,97         |             |             | 0      |
|                | Le Trèfle - Les nouveaux écologistes  | 6 337        | 3,65         | 0           |             |        |
|                | Extrême gauche dont PT                | 871          | 0,50         | 0           |             |        |
|                | Divers                                | 456          | 0,26         | 0           |             |        |
|                |                                       |              |              |             |             |        |
| Inscrits       | Inscrits                              | 264 310      | 100,00       | 264 310     | 100,00      | 4      |
| Abstentions    | Abstentions                           | 80 066       | 30,29        | 71 262      | 26,96       |        |
| Votants        | Votants                               | 184 244      | 69,71        | 193 048     | 73,04       |        |
| Blancs et nuls | Blancs et nuls                        | 10 662       | 5,79         | 12 343      | 6,39        |        |
| Exprimés       | Exprimés                              | 173 582      | 94,21        | 180 705     | 93,61       |        |

### Résultats par circonscription

#### Première circonscription de l'Allier (Moulins)
| Candidat       | Candidat                            | Parti          | Premier tour | Premier tour | Second tour | Second tour |  |
| Candidat       | Candidat                            | Parti          | Voix         | %            | Voix        | %           |  |
| -------------- | ----------------------------------- | -------------- | ------------ | ------------ | ----------- | ----------- |  |
|                | Pierre-André Périssol élu           | RPR            | 10 882       | 28,45        | 20 190      | 50,74       |  |
|                | François Colcombet sortant          | PS (ADFP)      | 10 451       | 27,33        | 19 602      | 49,26       |  |
|                | Jean-Claude Mairal                  | PCF            | 5 417        | 14,16        |             |             |  |
|                | René Chiroux                        | UDF (PR)       | 5 104        | 13,35        |             |             |  |
|                | Danièle Dutour de Salvert Bellenave | FN             | 3 092        | 8,08         |             |             |  |
|                | Alain Bréant                        | GÉ (EÉ)        | 2345         | 6,13         |             |             |  |
|                | Rosine Barakat                      | LT-LNÉ         | 955          | 2,5          |             |             |  |
|                |                                     |                |              |              |             |             |  |
| Inscrits       | Inscrits                            | Inscrits       | 58 856       | 100,00       | 58 856      | 100,00      |  |
| Abstentions    | Abstentions                         | Abstentions    | 18 331       | 31,15        | 16 493      | 28,02       |  |
| Votants        | Votants                             | Votants        | 40 525       | 68,85        | 42 363      | 71,98       |  |
| Blancs et nuls | Blancs et nuls                      | Blancs et nuls | 2 279        | 5,62         | 2 571       | 6,07        |  |
| Exprimés       | Exprimés                            | Exprimés       | 38 246       | 94,38        | 39 792      | 93,93       |  |

#### Deuxième circonscription de l'Allier (Montluçon)
| Candidat       | Candidat                | Parti          | Premier tour | Premier tour | Second tour | Second tour |  |
| Candidat       | Candidat                | Parti          | Voix         | %            | Voix        | %           |  |
| -------------- | ----------------------- | -------------- | ------------ | ------------ | ----------- | ----------- |  |
|                | Jean Gravier élu        | UDF (AD)       | 15 282       | 34,08        | 25 438      | 53,03       |  |
|                | Pierre Goldberg sortant | PCF            | 14 211       | 31,69        | 22 532      | 46,97       |  |
|                | Bernard Pozzoli         | PS (ADFP)      | 5 586        | 12,46        |             |             |  |
|                | Charles Mac Clenihan    | FN             | 3 341        | 7,45         |             |             |  |
|                | Jacky Flouzat           | GÉ (EÉ)        | 2 857        | 6,37         |             |             |  |
|                | Gérard Paquet           | CPNT           | 1 394        | 3,11         |             |             |  |
|                | Monique Guillaumin      | LT-LNÉ         | 1 300        | 2,9          |             |             |  |
|                | Jacques Lachaise        | PT             | 871          | 1,94         |             |             |  |
|                |                         |                |              |              |             |             |  |
| Inscrits       | Inscrits                | Inscrits       | 68 856       | 100,00       | 68 856      | 100,00      |  |
| Abstentions    | Abstentions             | Abstentions    | 21 011       | 30,51        | 17 566      | 25,51       |  |
| Votants        | Votants                 | Votants        | 47 845       | 69,49        | 51 290      | 74,49       |  |
| Blancs et nuls | Blancs et nuls          | Blancs et nuls | 3 003        | 6,28         | 3 320       | 6,47        |  |
| Exprimés       | Exprimés                | Exprimés       | 44 842       | 93,72        | 47 970      | 93,53       |  |

#### Troisième circonscription de l'Allier (Gannat)
| Candidat       | Candidat               | Parti          | Premier tour | Premier tour | Second tour | Second tour |  |
| Candidat       | Candidat               | Parti          | Voix         | %            | Voix        | %           |  |
| -------------- | ---------------------- | -------------- | ------------ | ------------ | ----------- | ----------- |  |
|                | Bernard Coulon élu     | UDF (PR)       | 18 762       | 37,9         | 27 059      | 51,23       |  |
|                | André Lajoinie sortant | PCF            | 17 317       | 34,99        | 25 759      | 48,77       |  |
|                | Jean Mallot            | PS (ADFP)      | 4 788        | 9,67         |             |             |  |
|                | Jacques Mayadoux       | FN             | 3 670        | 7,41         |             |             |  |
|                | Michel Durant          | Les Verts (EÉ) | 2 674        | 5,4          |             |             |  |
|                | Sylvie Sousa-Lopes     | LT-LNÉ         | 1 182        | 2,39         |             |             |  |
|                | Pierre-Yves Chabuel    | CNIP           | 1 105        | 2,23         |             |             |  |
|                |                        |                |              |              |             |             |  |
| Inscrits       | Inscrits               | Inscrits       | 71 721       | 100,00       | 71 721      | 100,00      |  |
| Abstentions    | Abstentions            | Abstentions    | 19 638       | 27,38        | 16 369      | 22,82       |  |
| Votants        | Votants                | Votants        | 52 083       | 72,62        | 55 352      | 77,18       |  |
| Blancs et nuls | Blancs et nuls         | Blancs et nuls | 2 585        | 4,96         | 2 534       | 4,58        |  |
| Exprimés       | Exprimés               | Exprimés       | 49 498       | 95,04        | 52 818      | 95,42       |  |

#### Quatrième circonscription de l'Allier (Vichy)
| Candidat       | Candidat                 | Parti          | Premier tour | Premier tour | Second tour | Second tour |  |
| Candidat       | Candidat                 | Parti          | Voix         | %            | Voix        | %           |  |
| -------------- | ------------------------ | -------------- | ------------ | ------------ | ----------- | ----------- |  |
|                | Claude Malhuret élu      | UDF (PR)       | 16 158       | 39,41        | 22 500      | 56,07       |  |
|                | Gérard Charasse          | MRG (ADFP)     | 7 108        | 17,34        | 17 625      | 43,93       |  |
|                | René Bardet              | PCF            | 5 904        | 14,4         |             |             |  |
|                | Gérard Gosp              | FN             | 5 466        | 13,33        |             |             |  |
|                | Claude Boaziz-Rossi      | Les Verts (EÉ) | 2 389        | 5,83         |             |             |  |
|                | Thierry Wirth            | Divers droite  | 1 576        | 3,84         |             |             |  |
|                | Raymond Mathias          | LT-LNÉ         | 1 343        | 3,28         |             |             |  |
|                | Richard Szybura          | MDC            | 456          | 1,11         |             |             |  |
|                | Gabriel Muler            | CNI            | 431          | 1,05         |             |             |  |
|                | Geneviève Aunac-Roberjot | UDI            | 165          | 0,4          |             |             |  |
|                |                          |                |              |              |             |             |  |
| Inscrits       | Inscrits                 | Inscrits       | 64 877       | 100,00       | 64 877      | 100,00      |  |
| Abstentions    | Abstentions              | Abstentions    | 21 086       | 32,5         | 20 834      | 32,11       |  |
| Votants        | Votants                  | Votants        | 43 791       | 67,5         | 44 043      | 67,89       |  |
| Blancs et nuls | Blancs et nuls           | Blancs et nuls | 2 795        | 6,38         | 3 918       | 8,9         |  |
| Exprimés       | Exprimés                 | Exprimés       | 40 996       | 93,62        | 40 125      | 91,1        |  |